# Christoph Kugelmeier
Christoph Kugelmeier (* 22. Mai 1965 in Leverkusen) ist ein deutscher Klassischer Philologe.

## Leben
Kugelmeier studierte von 1987 bis 1992 an der Universität zu Köln Klassische Philologie, Philosophie, Sprachwissenschaft und Judaistik. Nach zwei Jahren als Promotionsstipendiat der Studienstiftung des deutschen Volkes wurde er 1994 mit der Dissertation Reflexe früher und zeitgenössischer Lyrik in der Alten attischen Komödie promoviert. Von 1995 bis 1996 war er Mitarbeiter am Institut für Klassische Philologie der Technischen Universität Dresden, von 1996 an der Universität Potsdam. 2000 wechselte er an die Universität des Saarlandes als Wissenschaftlicher Assistent am Lehrstuhl von Peter Riemer.
Seine Habilitation erreichte er 2002 mit der Schrift Die innere Vergegenwärtigung des Bühnenspiels in Senecas Tragödien; anschließend wurde er zum Hochschuldozenten ernannt. Im Sommersemester 2006 vertrat er an der Universität Hamburg den Lehrstuhl von Dieter Harlfinger, vom Sommersemester 2008 bis zum Wintersemester 2009/2010 in Greifswald den von Gregor Vogt-Spira. Seit dem Sommersemester 2010 führt er den Titel eines außerplanmäßigen Professors für Klassische Philologie an der Universität des Saarlandes.